# Arconte
Arconte (em grego: αρχων, transl. arkhon, o responsável por um arkhê, "cargo") era o título dos membros de uma assembleia de nobres da Atenas antiga, que se reuniam no arcontado.

## Arcontado
O arcontado hereditário e vitalício surgiu com Medonte, filho do rei Codro, e terminou com Alcmeão, filho de Ésquilo.
Em Atenas, até à morte de Codro, havia dois magistrados importantes: o basileu (rei) e o polemarco, o comandante das forças militares. Com Medonte, foi introduzido o cargo de arconte, inicialmente vitalício, mas depois passou para o período de dez anos; alguns historiadores, porém, consideram que o cargo de arconte foi instituído com Acasto, filho de Medonte; a prova disso é que os nove arcontes juravam cumprir as obrigações que eram-lhes impostas como nos tempos de Acasto.
Em 683 os poderes passaram de um, a nove arcontes de nomeação anual. O primeiro, ou arconte epónimo, dava o nome ao ano civil; o segundo, ou arconte rei, tinha funções religiosas; o terceiro, ou arconte polemarco, exercia o comando do exército; os restantes, os arconte tesmótetas, preparavam as leis e velavam pela sua execução.